# Comuna Novovasîlivka, Berdeansk
Novovasîlivka (în ucraineană Нововасилівка) este o comună în orașul regional Berdeansk din regiunea Zaporijjea, Ucraina, formată din satele Novovasîlivka (reședința) și Roza.

## Demografie
Componența lingvistică a comunei Novovasîlivka
     Rusă (66,82%)
     Ucraineană (32,6%)
     Alte limbi (0,42%)
Conform recensământului din 2001, majoritatea populației comunei Novovasîlivka era vorbitoare de rusă (66,82%), existând în minoritate și vorbitori de ucraineană (32,6%).